# أوستبورغ (ويسكونسن)
أوستبورغ (بالإنجليزية: Oostburg, Wisconsin)‏ هي بلدة تقع في الولايات المتحدة في مقاطعة شيبويجان. يقدر عدد سكانها بـ 2,887 نسمة ومساحتها 5.05 كم2 وترتفع عن سطح البحر 213 متر.

## التركيبة السكانية
قام مكتب تعداد الولايات المتحدة بتحديد بيانات التركيبة السكانية لأوستبورغ في تعداد الولايات المتحدة. في ما يلي، التركيبة السكانية حسب تعدادي 2000 و2010.

### تعداد عام 2000
بلغ عدد سكان أوستبورغ 2,660 نسمة بحسب تعداد عام 2000، وبلغ عدد الأسر 980 أسرة وعدد العائلات 761 عائلة مقيمة في القرية. في حين سجلت الكثافة السكانية 1,416.2 نسمة لكل ميل مربع (546.8/كم2). وبلغ عدد الوحدات السكنية 996 وحدة بمتوسط كثافة قدره 530.3 نسمة لكل ميل مربع (204.7/كم2).
وتوزع التركيب العرقي للقرية بنسبة 99.10% من البيض و 0.08% من الأمريكيين الأصليين و 0.30% من الأمريكيين ذوي الأصول الآسيوية و 0.15% من الأمريكيين الأفارقة و 0.23% من عرقين مختلطين أو أكثر.
بلغ عدد الأسر 980 أسرة كانت نسبة 38.3% منها لديها أطفال تحت سن الثامنة عشر تعيش معهم، وبلغت نسبة الأزواج القاطنين مع بعضهم البعض 71.4% من أصل المجموع الكلي للأسر، ونسبة 4.8% من الأسر كان لديها معيلات من الإناث دون وجود شريك، وكانت نسبة 22.3% من غير العائلات. تألفت نسبة 20.0% من أصل جميع الأسر من أفراد ونسبة 10.5% كانوا يعيش معهم شخص وحيد يبلغ من العمر 65 عاماً فما فوق. وبلغ متوسط حجم الأسرة المعيشية 3.14، أما متوسط حجم العائلات فبلغ 2.71.
بلغ العمر الوسطي للسكان 34 عاماً. وكانت نسبة 29.6% من القاطنين تحت سن الثامنة عشر، وكانت نسبة 7.3% بين الثامنة عشر والأربعة وعشرون عاماً، ونسبة 29.9% كانت واقعةً في الفئة العمرية ما بين الخامسة والعشرون حتى والأربعة وأربعون عاماً، ونسبة 18.1% كانت ما بين الخامسة والأربعون حتى الرابعة والستون، ونسبة 15.2% كانت ضمن فئة الخامسة والستون عاماً فما فوق. يوجد لكل 100 أنثى 100.0 ذكر، ويوجد لكل 100 أنثى في الثامنة عشر من عمرها فما فوق 95.3 ذكر.
بلغ متوسط دخل الأسرة في القرية 47,469 دولار، أما متوسط دخل العائلة فبلغ 58,654 دولار. وكان متوسط دخل الذكور 40,975 دولار مقابل 25,478 دولار للإناث. وسجل دخل الفرد الخاص بالقرية 19,958 دولار.

### تعداد عام 2010
بلغ عدد سكان أوستبورغ 2,887 نسمة بحسب تعداد عام 2010، وبلغ عدد الأسر 1,091 أسرة وعدد العائلات 826 عائلة مقيمة في القرية. في حين سجلت الكثافة السكانية 1,480.5 نسمة لكل ميل مربع (571.6/كم2). وبلغ عدد الوحدات السكنية 1,154 وحدة بمتوسط كثافة قدره 591.8 لكل ميل مربع (228.5/كم2).
وتوزع التركيب العرقي للقرية بنسبة 95.7% من البيض و 0.3% من الأمريكيين الأصليين و 0.7% من الأمريكيين ذوي الأصول الآسيوية و 0.7% من الأمريكيين الأفارقة و 0.8% من عرقين مختلطين أو أكثر.
بلغ عدد الأسر 1,091 أسرة كانت نسبة 35.9% منها لديها أطفال تحت سن الثامنة عشر تعيش معهم، وبلغت نسبة الأزواج القاطنين مع بعضهم البعض 67.5% من أصل المجموع الكلي للأسر، ونسبة 6.1% من الأسر كان لديها معيلات من الإناث دون وجود شريك، بينما كانت نسبة 2.1% من الأسر لديها معيلون من الذكور دون وجود شريكة وكانت نسبة 24.3% من غير العائلات. تألفت نسبة 21.9% من أصل جميع الأسر من أفراد ونسبة 10.8% كانوا يعيش معهم شخص وحيد يبلغ من العمر 65 عاماً فما فوق. وبلغ متوسط حجم الأسرة المعيشية 3.10، أما متوسط حجم العائلات فبلغ 2.64.
بلغ العمر الوسطي للسكان 38.3 عاماً. وكانت نسبة 27.9% من القاطنين تحت سن الثامنة عشر، وكانت نسبة 6.2% بين الثامنة عشر والأربعة وعشرون عاماً، ونسبة 25.2% كانت واقعةً في الفئة العمرية ما بين الخامسة والعشرون حتى والأربعة وأربعون عاماً، ونسبة 25% كانت ما بين الخامسة والأربعون حتى الرابعة والستون، ونسبة 15.5% كانت ضمن فئة الخامسة والستون عاماً فما فوق. وتوزع التركيب الجنسي للسكان بنسبة 49.9% ذكور و50.1% إناث.